# SR-25
SR-25(Stoner Rifle-25)은 유진 스토너가 설계하고 나이츠 아르마먼트 컴퍼니에서 생산하는 반자동 저격총이다. 회전 노리쇠 방식와 가스 직동식으로 작동하며, 탄약은 7.62 x 51 mm NATO를 사용한다. 어느 정도 AR-10, M16 소총에 기반을 두고 있으며, 약 60%의 부품이 M16과 호환된다.

## 사용국가
- 오스트레일리아
- 이스라엘 국방군
- 폴란드 GROM 부대
- 미국
  - 미국 육군
  - 미국 해군
  - 미국 해병대

## 같이 보기
- Mk 12 SPR